# René Viguier
René Viguier (19 maggio 1880 – Caen, 17 gennaio 1931) è stato un botanico francese, noto per le sue indagini delle piante appartenenti alla famiglia Araliaceae.
Lavorò come préparateur presso il Museo Nazionale di Storia Naturale con Philippe Édouard Léon Van Tieghem, dopo che servì come maître de conférences alla Sorbona. Nel 1912 raccolse degli esemplari botanici in Madagascar con l'aiuto di Jean-Henri Humbert. Dal 1919 al 1931 era professore di botanica all'Università di Caen, nonché direttore del orto botanico.
Divenne membro della Société botanique de France (1904), della Société linnéenne de Lyon (1921) e della Société linnéenne de Normandie (1919). Nel 1927 fondò l'Archives de Botanique.
L'Accademia francese delle scienze gli conferì il Premio de Coincy nel 1909. Il genere erba Viguierella è stato chiamato in suo onore da Aimée Antoinette Camus (1926). Il genere di erba con l'epiteto specifico di Viguieri porta il suo nome, lo stesso per la specie di erba Cephalostachyum viguieri.

## Opere principali
- Recherches anatomiques sur la classification des Araliacées, 1906.
- Contribution à l'étude de la flore de la Nouvelle-Calédonie : Araliacées, 1913.
- Guttifères nouvelles de Madagascar, 1914 (con Jean-Henri Humbert).[6]